# Павана
Павана — урочистий повільний танець, поширений в Європі в XVI столітті, музика до цього танцю.

## Походження назви
За однією версією, павана, або Падована (італ. padovana), з'явилася в італійському місті Падуя італ. Padova, від якого й одержала свою назву. За іншою версією, це танець іспанського походження (ісп. pavana, від лат. pavo — пава), і назва пов'язана з урочистим характером танцю.
Якщо дотримуватися другої версії, то падована існувала разом з паваною, але це був зовсім інший танець: швидкий, у розмірах 6 / 8 або 12 / 8, схожий з гальярдою або сальтарелло. Можливо також, що термін «Падована» об'єднував Павану і її пізніший різновид - пасамецо.

## Історія танцю
Павана прийшла на зміну популярному в XV столітті бас-дансу ("низького " танцю, тобто танцю без стрибків).
Вважається, що вона з'явилася на початку XVI століття і швидко стала одним з найпопулярніших придворних танців.
Були відомі іспанська, італійська, французька і німецька павани, що розрізняються характером танцю. У книзі Туано Арбо «Орхесографія», де описані різні танці другої половини XVI століття, сказано, що павана прийшла з Іспанії за Генріха III. Багато дослідників вважають, що імовірніше італійське походження танцю. Однак у праці Жоржа Дера йдеться, що павана французького походження, що в 1574 р. вона була вивезена з Франції і що опис павани у Туано Арбо сильно відрізняється від опису іспанських паван, які виконуються жвавіше.

## Музика
Найтиповіші риси павани:
- Повільний темп;
- Дводольний метр на 4 / 4 або 4 / 2;
- Урочисто-величавий характер;
- Двочастинна форма;
- Переважно акордовий виклад, в який іноді додаються пасажі; музичний супровід виконується гобоями і тромбонами за підтримки барабана, підкреслює ритм танцю;
- Ритм акомпануючого барабана зазвичай   або подібний, така ж структура зазвичай повторюється в мелодії;
- Павана зазвичай об'єднується з гальярдою або іншими подібними танцями.

Одна з найвідоміших паван — «Belle qui tiens ma vie». Вона співається на чотири голоси.
Під музику павани відбувалися різні церемоніальні ходи: в'їзди влади в місто, проводи знатної нареченої до церкви.
Павани часто зустрічалися в збірниках для лютні, клавіру або консортів.
Павани компонували П'єр Аттеньян, Клод Жервез, Ентоні Холборн, Вільям Берд, Томас Морлі, Ян Свелінк, Джон Доуленд, Орландо Гіббонс, Йоганн Шейн, Самуель Шейдт, Якоб ван Ейк та інші.
У XVI столітті павана досягає свого розквіту у творчості англійських верджиналістів. У XVI—XVII ст. у Франції у формі павани або алеманди писалися «Надгробки» (Томбо) — інструментальні п'єси пам'яті померлого. У XVII столітті павана набуває поширення як вступна частина німецької сюїти.
У XVIII столітті павана замінюється у сюїті алемандою, в італійській сонаті да камера «сінфонією».

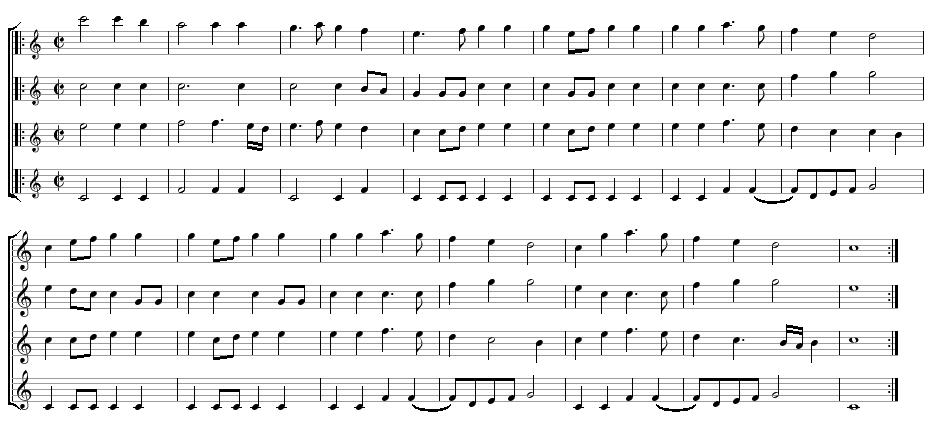
Павана, 1530 р.noicon|left|100px|Павана

Кілька прикладів музичних творів XIX—XX століть:
- Павана в операх К. Сен-Санса «Етьєн Марсель» (1878) і «Прозерпіна» (1887);
- Павана для хору з оркестром (1887) Ґ. Форе;
- Фортепіанна п'єса М. Равеля «Павана на смерть інфанти» (1899 оркестровка 1910);
- Павана Сплячої красуні (1908) з сюїти «Матінка-гуска» М. Равеля;
- Павана з балету «Йов» (1931) Р. Воана-Уільямса;
- Павана з балету «Попелюшка» (1940—1944) С. Прокоф'єва (3-тя сюїта, номер 1);
- Павана з альбому «Сарабанда» (1976) Дж. Лорда;
- «Павана містера Андерсона» (1994) С. Мартланда.

## Танець

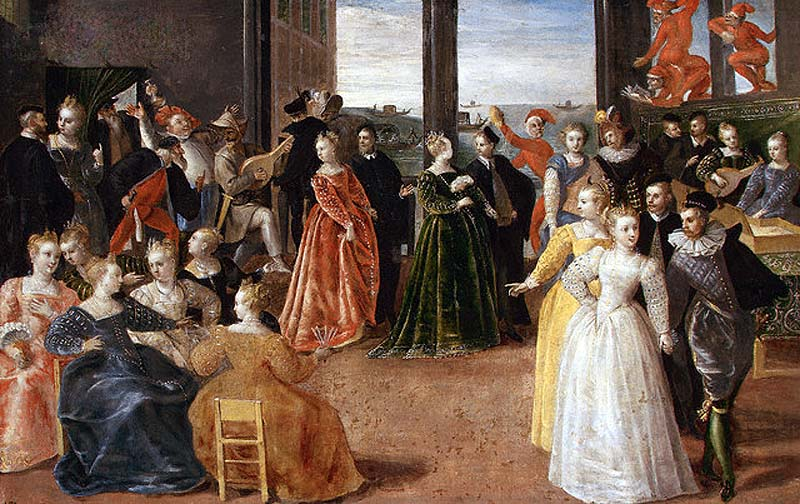
Павана на картині Г. Франкена

Павана — придворний танець, в народі його не танцювали. Кавалери виконували Павану при шпазі, в багатих плащах,
дами були в парадних сукнях зі шлейфами. Танець давав можливість показати витонченість манер та рухів.
Павану танцювали одночасно одна або дві пари. Бал відкривався виконанням павани королем і королевою, потім танцював дофін, слідом за ним інші знатні персони.
Протягом усього танцю використовується тільки одне па — крок павани, який може бути простим або подвійним і робитися
вперед, назад або убік. Простий крок павани — це ковзний крок з перенесенням ваги на крокуючу ногу (вільна нога приставляється або заноситься перед крокуючої з поворотом корпусу). Подвійний крок павани: крокуюча нога ковзає вперед, тяжкість переноситься на неї; вільна нога підтягується; крокуюча нога знову ковзає вперед, вага переноситься на неї; вільна нога заноситься перед нею з поворотом корпусу. Комбінацію складають два одинарних і один подвійний крок. Композиція складається з кроків павани вперед-назад, обходів партнерами один одного і поклонів.
У Павану, на відміну від бранлі, де тільки темп об'єднував танцюючих, фігури відповідають музичним фразам.

## Павана в живописі
Популярність павани демонструє його часта поява як мотив у живописі. Це тема полотна Ізраїля ван Мектенена, голландського живописця кінця  XV століття, під назвою "Танець дочки Еріодіади". Пари, ковзаючі в танцювальній ході навколо залу, рухаються під музику, що грає на трубі, флейті та барабані.
Подібний мотив - тема мініатюри, що прикрашає рукопис від  XV століття  Роман-де-ла-троянда  ("Казка про троянду") Жана де Мена. У цій картині танець переноситься на декорації лицарського замку. 
Процесія кількох танцювальних пар, що заходять до кімнати, представляє картину Ієроніма Франкена.
Італійський живопис також зайнявся темою павани. Зустрічається у 16 столітті - ці вічні фігури та картини.
Різноманітність павани, вражаючого характеру, яку танцює одна пара, називається "паванною-балі".